# Саритогай (Ордабасинський район)
Саритога́й (каз. Сарытоғай) — село у складі Ордабасинського району Туркестанської області Казахстану. Входить до складу Шубарського сільського округу.
До 1999 року село називалось Октябр.
Населення — 328 осіб (2021; 289 у 2009, 244 у 1999, 196 у 1989).